# Placer (Oregon)
Placer (korábban Tom East) az Amerikai Egyesült Államok északnyugati részén, Oregon állam Josephine megyéjében, az Interstate 5 közelében elhelyezkedő önkormányzat nélküli település, egykori bányászváros.

## Története
A települést a térségbeli bányák kiszolgálására 1800-as évek végén alapította L. M. Browning telepes. Névadója az Angliából érkezett Tom East bányász, aki később a mai Marial közelében telepedett le. Nevét négy patak viseli.
1893-ban Newell Fillmore Inman kérelmezte egy posta létesítését; a település a térségben található lelőhelyek után a Placer nevet kapta. A posta 1894 és 1924 között működött.
Egykor postakocsi-megálló, kettő szálloda, kettő kereskedő, három szalon és egy lapkiadó is volt itt.

## Fordítás
- Ez a szócikk részben vagy egészben  a   Placer, Oregon című angol Wikipédia-szócikk ezen változatának fordításán alapul.  Az eredeti cikk szerkesztőit annak laptörténete sorolja fel. Ez a jelzés csupán a megfogalmazás eredetét és a szerzői jogokat jelzi, nem szolgál a cikkben szereplő információk forrásmegjelöléseként.